# Volta Redonda Rugby Clube
Volta Redonda Rugby Clube é um clube de rugby da cidade de Volta Redonda, no estado do Rio de Janeiro, Brasil. Fundado em 2 de julho de 2008, foi o primeiro clube da modalidade no Sul Fluminense. É filiado à Confederação Brasileira de Rugby (CBRu) e à Federação Fluminense de Rugby (FFR).
O clube está atualmente com suas atividades suspensas, mas possui uma trajetória marcante na história do rugby fluminense e nacional.

## História
O clube surgiu a partir da iniciativa de um grupo de estudantes de Educação Física que desejava difundir o rugby na região. Desde sua fundação, em 2008, o Volta Redonda Rugby Clube estruturou equipes adultas masculinas, femininas (na modalidade sevens) e categorias de base.
Com o apoio da Secretaria Municipal de Esporte e Lazer, seus treinos e partidas ocorreram no Complexo Esportivo Jornalista Oscar Cardoso (Aero Clube). Ao longo dos anos, atletas do clube foram convocados para as seleções estaduais do Rio de Janeiro e também se destacaram em nível nacional.

## Destaques individuais
O clube foi o ponto de partida de diversos atletas que alcançaram projeção. Um dos maiores destaques é o jogador Cléber "Gelado", que começou no VR Rugby e hoje atua como capitão do Cobras XV e da Seleção Brasileira XV de Rugby.

## Conquistas
- 2012 – Campeão da Série B do Campeonato Fluminense de Rugby
- 2019 – Vice-campeão do Circuito Copa Rio de Rugby Sevens (categoria adulta masculina)
- 2019 – Campeão da etapa da Copa Rio Feminina de Sevens

## Categorias e estrutura
- Adulto masculino
- Adulto feminino (rugby sevens)
- Juvenil e infantil (categorias de base)

## Situação atual
Desde o início da década de 2020, o clube entrou em um período de pausa nas atividades oficiais, mas permanece com forte presença histórica no desenvolvimento do rugby na região.

## Ações sociais
Durante seu período ativo, o clube promoveu ações sociais com foco na formação esportiva de crianças e adolescentes, fortalecendo o espírito esportivo e comunitário por meio do rugby.